# Hải Hậu
Hải Hậu là một huyện ven biển thuộc tỉnh Nam Định, Việt Nam.

## Địa lý
Huyện Hải Hậu nằm ở phía đông nam tỉnh Nam Định, cách thành phố Nam Định khoảng 35 km về phía đông nam, cách trung tâm thủ đô Hà Nội khoảng 135 km, có vị trí địa lý:
- Phía đông giáp huyện Giao Thủy
- Phía tây giáp huyện Trực Ninh và huyện Nghĩa Hưng
- Phía nam giáp Biển Đông
- Phía bắc giáp huyện Xuân Trường.

Cực Nam của huyện nằm tại cửa Lạch Giang của sông Ninh Cơ, thị trấn Thịnh Long, ranh giới với huyện Nghĩa Hưng. Bờ biển Hải Hậu dài dọc theo thị trấn Thịnh Long và các xã Hải Hòa, Hải Triều, Hải Chính, Hải Lý, Hải Đông và giáp với huyện Giao Thủy.

## Hành chính
Huyện Hải Hậu có 24 đơn vị hành chính cấp xã trực thuộc, bao gồm 3 thị trấn: Yên Định (huyện lỵ), Cồn, Thịnh Long và 21 xã: Hải An, Hải Anh, Hải Châu, Hải Đông, Hải Đường, Hải Giang, Hải Hòa, Hải Hưng, Hải Long, Hải Lộc, Hải Minh, Hải Nam, Hải Ninh, Hải Phong, Hải Phú, Hải Quang, Hải Sơn, Hải Tân, Hải Tây, Hải Trung, Hải Xuân.
| \| Thị trấn (3) \| \| \| \| \| Cồn \| 11,58 \| 27.896 \| 2.408 \| \| Thịnh Long \| 15,28 \| 17.742 \| 1.161 \| \| Yên Định \| 10,82 \| 23.244 \| 2.148 \| \| Xã (21) \| \| \| \| \| Hải An \| 11,14 \| 11.729 \| 1.052 \| \| Hải Anh \| 6,85 \| 15.169 \| 2.214 \| \| Hải Châu \| 8,81 \| 7.525 \| 854 \| \| Hải Đông \| 8,96 \| 9.606 \| 1.072 \| \| Hải Đường \| 10,50 \| 14.706 \| 1.400 \| \| Hải Giang \| 6,29 \| 6.348 \| 1.009 \| \| Hải Hòa \| 8,76 \| 9.837 \| 1.122 \| \| Hải Hưng \| 15,03 \| 28.205 \| 1.876 \| \| Hải Long \| 5,89 \| 8.204 \| 1.392 \| \| Hải Lộc \| 7,19 \| 8.160 \| 1.134 \| \| Hải Minh \| 8,77 \| 20.657 \| 2.355 \| \| Hải Nam \| 17,67 \| 28.436 \| 1.609 \| \| Hải Ninh \| 8,84 \| 8.046 \| 910 \| \| Hải Phú \| 7,39 \| 10.284 \| 1.391 \| \| Hải Phương \| 4,97 \| 8.473 \| 1.704 \| \| Hải Quang \| 9,38 \| 8.001 \| 852 \| \| Hải Sơn \| 7,49 \| 9.099 \| 1.214 \| \| Hải Tân \| 5,12 \| 7.618 \| 1.487 \| \| Hải Tây \| 6,34 \| 7.784 \| 1.227 \| \| Hải Trung \| 7,16 \| 13.545 \| 1.891 \| \| Hải Xuân \| 15,12 \| 23.263 \| 1.538 \| \| Toàn huyện \| 228,14 \| 333.415 \| 1.461 \| |                          |                         |                    |
| Nguồn: Biểu thống kê Dân số và Diện tích các xã, thị trấn của huyện Hải Hậu |                          |                         |                    |
| Tên | Diện tích năm 2022 (km²) | Dân số năm 2022 (người) | Mật độ (người/km²) |
| Thị trấn (3) |                          |                         |                    |
| Cồn | 11,58                    | 27.896                  | 2.408              |
| Thịnh Long | 15,28                    | 17.742                  | 1.161              |
| Yên Định | 10,82                    | 23.244                  | 2.148              |
| Xã (21) |                          |                         |                    |
| Hải An | 11,14                    | 11.729                  | 1.052              |
| Hải Anh | 6,85                     | 15.169                  | 2.214              |
| Hải Châu | 8,81                     | 7.525                   | 854                |
| Hải Đông | 8,96                     | 9.606                   | 1.072              |
| Hải Đường | 10,50                    | 14.706                  | 1.400              |
| Hải Giang | 6,29                     | 6.348                   | 1.009              |
| Hải Hòa | 8,76                     | 9.837                   | 1.122              |
| Hải Hưng | 15,03                    | 28.205                  | 1.876              |
| Hải Long | 5,89                     | 8.204                   | 1.392              |
| Hải Lộc | 7,19                     | 8.160                   | 1.134              |
| Hải Minh | 8,77                     | 20.657                  | 2.355              |
| Hải Nam | 17,67                    | 28.436                  | 1.609              |
| Hải Ninh | 8,84                     | 8.046                   | 910                |
| Hải Phú | 7,39                     | 10.284                  | 1.391              |
| Hải Phương | 4,97                     | 8.473                   | 1.704              |
| Hải Quang | 9,38                     | 8.001                   | 852                |
| Hải Sơn | 7,49                     | 9.099                   | 1.214              |
| Hải Tân | 5,12                     | 7.618                   | 1.487              |
| Hải Tây | 6,34                     | 7.784                   | 1.227              |
| Hải Trung | 7,16                     | 13.545                  | 1.891              |
| Hải Xuân | 15,12                    | 23.263                  | 1.538              |
| Toàn huyện | 228,14                   | 333.415                 | 1.461              |

## Lịch sử
Ngày 27 tháng 12 năm 1888, Thống sứ Pháp chuẩn y Quyết định của Nha Kinh lược Bắc Kỳ thành lập huyện Hải Hậu gồm các tổng Quần Phương (gồm các làng: Quần Anh Thượng, Quần Anh Trung, Quần Anh Hạ, Phương Đê của tổng Ninh Cường), Ninh Nhất của huyện Trực Ninh, phần lớn tổng Kiên Trung (7 xã phía nam) của huyện Giao Thuỷ và tổng Tân Khai (vùng đất mới khai phá và vẫn tiếp tục được khai phá). Khi mới thành lập, huyện Hải Hậu gồm 5 tổng, 36 xã, thôn.
Sau năm 1954, huyện Hải Hậu có 39 xã: Hải An, Hải Anh, Hải Bắc, Hải Bình, Hải Cát, Hải Châu, Hải Chính, Hải Cường, Hải Đông, Hải Đường, Hải Giang, Hải Hà, Hải Hòa, Hải Hùng, Hải Hưng, Hải Lộc, Hải Long, Hải Lý, Hải Minh, Hải Nam, Hải Ninh, Hải Phong, Hải Phú, Hải Phúc, Hải Phương, Hải Quang, Hải Sơn, Hải Tân, Hải Tây, Hải Thắng, Hải Thanh, Hải Thành, Hải Thịnh, Hải Tiến, Hải Toàn, Hải Triều, Hải Trung, Hải Vân, Hải Xuân.
Năm 1958, thành lập thị trấn Cồn trên cơ sở một phần diện tích tự nhiên và dân số các xã Hải Tiến, Hải Tân và Hải Lý. Đây là thị trấn được thành lập đầu tiên tại Nam Định.
Ngày 29 tháng 1 năm 1966, sáp nhập một phần diện tích và dân số của xã Hải Lộc vào xã Hải Đông.
Ngày 26 tháng 3 năm 1968, sáp nhập 7 xã: Trực Thái, Trực Phú, Trực Đại, Trực Hùng, Trực Cường, Trực Tiến và Trực Thắng của huyện Trực Ninh vào huyện Hải Hậu.
Ngày 28 tháng 8 năm 1971, sáp nhập xã Hải Bình vào xã Hải Minh.
Ngày 18 tháng 12 năm 1976, sáp nhập xã Hải Tiến vào thị trấn Cồn; hợp nhất xã Hải Đường và xã Hải Cát thành một xã lấy tên là xã Hải Đường; hợp nhất xã Hải Trung và xã Hải Thành thành một xã lấy tên là xã Hải Trung; hợp nhất xã Trực Đại và xã Trực Tiến thành một xã lấy tên là xã Trực Đại.
Ngày 27 tháng 6 năm 1977, hợp nhất xã Hải Hưng và xã Hải Thắng thành một xã lấy tên là xã Hải Hưng, hợp nhất xã Hải Anh và xã Hải Hùng thành một xã lấy tên là xã Hải Anh.
Ngày 1 tháng 4 năm 1986, thành lập thị trấn Yên Định, thị trấn huyện lỵ huyện Hải Hậu trên cơ sở 31,72 ha diện tích tự nhiên của xã Hải Bắc, 79,04 ha diện tích tự nhiên của xã Hải Hưng và 112,6 ha diện tích tự nhiên của xã Hải Phương.
Ngày 26 tháng 2 năm 1997, chuyển 6 xã: Trực Thái, Trực Phú, Trực Đại, Trực Hùng, Trực Cường về huyện Trực Ninh vừa tái lập; chuyển xã Hải Thịnh thành thị trấn Thịnh Long.
Ngày 10 tháng 12 năm 2014, thị trấn Thịnh Long được công nhận là đô thị loại IV.
Ngày 1 tháng 2 năm 2020, sáp nhập toàn bộ diện tích và dân số của xã Hải Toàn vào xã Hải An.
Ngày 23 tháng 7 năm 2024, Ủy ban Thường vụ Quốc hội ban hành Nghị quyết số 1104/NQ-UBTVQH15 về việc sắp xếp đơn vị hành chính cấp huyện, cấp xã trên địa bàn tỉnh Nam Định (nghị quyết có hiệu lực từ ngày 1 tháng 9 năm 2024). Theo đó:
- Sáp nhập xã Hải Bắc và xã Hải Phương vào thị trấn Yên Định.
- Sáp nhập xã Hải Chính và xã Hải Lý vào thị trấn Cồn.
- Sáp nhập xã Hải Hà và xã Hải Thanh vào xã Hải Hưng.
- Sáp nhập xã Hải Triều và xã Hải Cường vào xã Hải Xuân.
- Sáp nhập xã Hải Vân và xã Hải Phúc vào xã Hải Nam.

Huyện Hải Hậu có 3 thị trấn và 21 xã trực thuộc như hiện nay.

## Kinh tế - xã hội
Tốc độ tăng trưởng GDP bình quân giai đoạn 2003 - 2005 đạt 8,1%/năm, giai đoạn 2006 - 2010 đạt 9,5%/năm; bình quân cả thời kỳ 2003 - 2010 là 8,5%/năm. Thu nhập bình quân năm 2016 đạt khoảng 34,48 triệu đồng/người (theo giá hiện hành).
Hải Hậu là một trong những vựa lúa của Nam Định cũng như vùng đồng bằng sông Hồng. Đây là một trong những đơn vị đầu tiên đạt năng suất lúa 5 tấn/ha. Hải Hậu khá nổi tiếng với gạo tám, nếp hương, dự, v.v...
Kinh tế của Hải Hậu khá đa dạng, gồm nông nghiệp (trồng lúa), đánh bắt và chăn nuôi thủy hải sản, thủ công mỹ nghệ (nghề mộc), làm muối, cây cảnh và đặc biệt là du lịch. Huyện Hải Hậu phát triển du lịch tại bãi tắm Thịnh Long. Ngoài ra cảng Thịnh Long cũng đóng vai trò trong phát triển kinh tế của huyện. Bốn xã được coi là mũi nhọn trong nền kinh tế Hải Hậu là thị trấn Cồn – nơi có chợ Cồn là trung tâm của cả vùng, thị trấn Thịnh Long, thị trấn Yên Định – là trung tâm huyện và xã Hải Giang, Hải Phong, Hải Ninh nơi có những cánh đồng lúa tám thơm đặc sản Hải Hậu. Bờ biển Hải Hậu còn có các cánh đồng muối. Người dân ở đây cũng tham gia đánh bắt hải sản. Ngoài ra, vào lúc nông nhàn người dân cũng đi làm ở các nơi đem lại một nguồn thu nhập quan trọng trong mỗi gia đình.

### Hạ tầng
Trong những năm qua, với phương châm Nhà nước và nhân dân cùng làm, Hải Hậu đã tập trung xây dựng những công trình trọng điểm nhằm góp phần thúc đẩy phát triển kinh tế, xã hội - văn hoá và nâng cao đời sống cho người dân. Đến cuối năm 2004, 99% đường giao thông nông thôn trên địa bàn huyện đã được nhựa hoá, bê tông hoá; 99% hộ dân được dùng điện lưới quốc gia, trạm xá được xây dựng theo tiêu chuẩn của Bộ Y tế, 50% số dân được dùng nước sạch.

### Đặc sản
Gạo tám xoan Hải Hậu là một loại gạo thu hoạch trên việc trồng lúa tám xoan tại một số cánh đồng nhỏ của mảnh đất Hải Hậu. Đây là một loại gạo thơm tự nhiên và giàu chất dinh dưỡng. Hiện nay, việc trồng lúa tám xoan chỉ thực sự trồng trên được 2 – 3 xã có chất đất khá đặc biệt của huyện Hải Hậu tỉnh Nam Định. Loại gạo tám này đã được xuất khẩu ra nước ngoài và hiện đang được nhiều các nhà khoa học quan tâm để phát triển giống lúa này. Ngoài gạo tám xoan nổi tiếng, Hải Hậu còn có một số đặc sản như bánh nhãn.

### Làng nghề
Nói đến vùng đất trăm nghề người ta thường nghĩ tới khu vực Hà Nội, phía tây Bắc Ninh, phía bắc Hưng Yên, phía đông nam Vĩnh Phúc, các huyện của tỉnh Hà Tây cũ, hay ven thành phố lớn, khu vực giao thông thuận lợi,... Nếu như so với các huyện, khu vực phía Nam vùng đồng bằng sông Hồng thì Hải Hậu là một huyện hiếm hoi đa dạng nhiều làng nghề, làng có nghề và nhóm nghề và có thu nhập bình quân đầu người rất cao từ hiệu quả làng nghề. Các làng nghề truyền thống cũ, làng nghề mới, làng có nghề tại huyện:
- Các làng nghề trồng hoa, cây cảnh như: Nguyễn Chẩm A và Đỗ Bá ở thị trấn Cồn; Hồng Tiến ở Hải Phú; Bắc Hưng ở Hải Hưng; Phạm Tăng ở Hải Tân; Hải Sơn; Tam Tùng Nam ở Hải Đường; Văn Lý ở Hải Lý; Xuân Bắc ở Hải Xuân; Cờ Hồng ở Hải Long; Hải Hòa
- Trồng dược liệu ở Hải Quang và lân cận
- Nghề đan lưới và nghề cá ở Hải Triều
- Nghề nuôi trồng thủy sản ở xã Hải Châu và xã Hải Chính
- Nghề làm muối ở Hải Lý
- Nghề đúc nhôm và mộc ở Hải Vân
- Nghề mộc Đông Hữu (Hải Anh)
- Các làng nghề mộc mỹ nghệ như: Tam Tùng Đông (Hải Đường); Cồn Thịnh (Hải Anh); Bình Minh (Hải Minh); Phạm Rỵ (Hải Trung)
- Nghề đồ cổ xóm 9, 10 khu Tân Tiến (Hải Minh)
- Nghề dệt chiếu An Đạo (Hải An) và Phương Đức (Hải Bắc)
- Xe đay, dệt chiếu Giáp Nam (Hải Phương)
- Kéo sợi PE, dệt lưới thị trấn Thịnh Long
- Làm kèn tây Phạm Pháo (Hải Minh)
- Làm bánh kẹo Đông Cường (thị trấn Yên Định)
- Một số có nghề chế biến thực phẩm thị trấn Yên Định
- Một số có nghề chế biến cau ở Hải Đường
- Làng nghề xây dựng xã Hải Phúc, Hải Phong.

### Giáo dục
Giáo dục, đào tạo ngày càng được xã hội hoá sâu rộng. Tất cả các thị xã, thị trấn đều có trường học cao tầng, nhiều xã có 3 – 4 trường. Chất lượng giáo dục toàn diện được củng cố vững chắc cả về giáo dục, trí dục, đức dục, giáo dục quốc phòng và pháp luật. Đặc biệt, số học sinh ở cả ba cấp đạt kết quả cao qua các kỳ thi học sinh giỏi tăng đều qua các năm, đạt thứ hạng 2, 3 toàn tỉnh. Đến năm 2002, 100% xã, thị trấn hoàn thành phổ cập giáo dục trung học cơ sở. Năm 2004, toàn huyện có 6 trường mầm non, 30 trường tiểu học, 3 trường trung học cơ sở và 1 trường trung học phổ thông đạt chuẩn quốc gia trong giai đoạn 2001 – 2010.
Huyện Hải Hậu có 8 trường THPT công lập: THPT A Hải Hậu, THPT B Hải Hậu, THPT C Hải Hậu, THPT Thịnh Long và THPT Trần Quốc Tuấn, PTTH Vũ Văn Hiếu, THPT An Phúc, THPT Dân Lập Hải Hậu. Trong đó, trường THPT A Hải Hậu là một trong những lá cờ đầu trong tỉnh về giáo dục đào tạo.

### Dân số
Huyện có diện tích 230,22 km². Toàn bộ diện tích huyện Hải Hậu là đồng bằng với khoảng 32 km bờ biển, trên địa bàn huyện không có ngọn núi nào. Huyện có dân số 262.901 người (1/4/2019). 45% dân số theo đạo Thiên Chúa.
Huyện có diện tích 228,14 km², dân số năm 2022 là 333.415 người, mật độ dân số đạt 1.461 người/km².

## Giao thông
Huyện có đường bộ quốc lộ 21A (điểm cuối là thị trấn Thịnh Long), Quốc lộ 21B, Quốc lộ 37B (tỉnh lộ 56 cũ), Tỉnh lộ 488, 488C, 489B; đường sông (sông Ninh Cơ) và đường biển. Đây là địa phương có dự án Đường cao tốc Ninh Bình – Hải Phòng đi qua.
Tháng 10/2018, Cầu Thịnh Long nối liền 2 huyện Nghĩa Hưng và Hải Hậu đã chính thức được khởi công và khánh thành vào ngày 28/5/2020 với tổng mức đầu tư hơn 1.158 tỉ đồng.

## Danh nhân
- Trần Văn Sơn, Ủy viên Ban Chấp hành Trung ương Đảng khóa XIII, Bộ trưởng, Chủ nhiệm Văn phòng Chính phủ
- Thượng tướng Nguyễn Huy Hiệu (1947-) Thứ trưởng Bộ Quốc Phòng (1998-2011) Phó Tổng tham mưu trưởng Quân Đội Nhân Dân Việt Nam, Anh Hùng Lực Lượng Vũ Trang Nhân Dân, Tư Lệnh Quân Đoàn 1, Tư Lệnh thứ nhất quân đoàn 1
- Thượng Tướng Vũ Hải Sản (1961-) Ủy viên Ban Chấp hành trung ương Đảng - Ủy viên Quân ủy Trung ương, Thứ trưởng Bộ Quốc phòng, nguyên Phó Bí thư Đảng ủy, Tư lệnh Quân khu 3.
- Vũ Hải Hà Uỷ viên Ban Chấp hành Trung ương Đảng; Ủy viên Đảng đoàn Quốc hội, Ủy viên Ủy ban Thường vụ Quốc hội, Chủ nhiệm Ủy ban Đối ngoại của Quốc hội; Chủ tịch Liên minh nghị viện thế giới (IPU) Quốc gia Việt Nam; Phó Chủ tịch Tổ chức nghị sĩ hữu nghị Việt Nam; Chủ tịch Nhóm nghị sĩ hữu nghị Việt Nam - Cuba.
- Thiếu tướng Lê Quốc Sản(1920-2000)
- Thiếu tướng Lâm Trọng Đông - Ủy viên Thường Vụ Đảng Ủy Chủ nhiệm Chính trị Tổng cục Công nghiệp Quốc phòng
- Đỗ Văn Yên (1968-) là sĩ quan cấp cao của Quân đội nhân dân Việt Nam, hàm Chuẩn đô đốc, hiện là Chủ nhiệm ủy ban kiểm tra Đảng ủy Quân chủng Hải quân, Phó Chính ủy Quân chủng Hải quân.
- Giáo sư Ngô Đức Thịnh, ông nguyên là Viện trưởng Viện Nghiên cứu Văn hóa Việt Nam
- Nhà thơ Vũ Quần Phương, tên thật là Vũ Ngọc Chúc là nhà thơ, nhà báo và nhà phê bình văn học.
- Nhà văn Mai Thảo,tên thật: Nguyễn Đăng Quý, bút hiệu khác: Nguyễn Đăng; là một nhà văn hiện đại Việt Nam.
- Nhà văn Nguyễn Thi, một nhà văn Việt Nam nổi tiếng trong thời kì chiến tranh Việt Nam, ông đã được truy tặng Giải thưởng Hồ Chí Minh về Văn học - Nghệ thuật năm 2000.
- Nhà văn Đào Hồng Cẩm, nhà viết kịch, nhà văn Việt Nam. Ông đã được trao tặng Giải thưởng Hồ Chí Minh về Văn học –Nghệ thuật đợt 1 (1996).
- Nhạc sĩ Vũ Thành An, một trong những nhạc sĩ nổi bật của miền Nam Việt Nam thời kỳ 1954 - 1975. Các "Bài không tên" là những tác phẩm nổi tiếng của ông. Hiện nay, ông là một phó tế của Giáo hội Công giáo Rôma, đã ngừng sáng tác nhạc tình ca mà chỉ sáng tác thánh ca.[3]
- Nhạc sĩ Trương Ngọc Ninh - Phó giám đốc Sở Văn hóa – Thông tin Hà Nội và Phó chủ tịch Hội Âm nhạc Hà Nội
- Nhạc sĩ Anh Quân, là nhạc sĩ, nhà sản xuất âm nhạc đã nhận 2 đề cử và giành được 1 giải Cống hiến, chồng của Ca sĩ Mỹ Linh
- Ca sĩ Mỹ Linh, là một trong bốn diva Việt Nam bên cạnh Thanh Lam, Hồng Nhung và Trần Thu Hà. Cô cũng là nghệ sĩ đã giành được 7 đề cử và chiến thắng 3 lần tại giải Cống hiến.
- Giáo sư Lương Kim Định, là giáo sư, nhà triết học, linh mục Việt Nam. Ông có nhiều tác phẩm nghiên cứu triết học Việt Nam (mà ông gọi là Việt Triết hay Việt Nho).
- Nhà giáo ưu tú, Nhà thơ Nguyễn Ngọc Ký...lập kỷ lục Việt Nam "Người thầy đầu tiên của Việt Nam dùng chân để viết".
- Giáo sư Kim Cương Đại học Bách Khoa Hà Nội
- Ủy Viên Trung ương Đảng, Chủ nhiệm Văn Phòng Quốc hội Vũ Mão, là một chính khách, nhà thơ, nhạc sĩ Việt Nam. Ông từng giữ các chức vụ Bí thư Thứ nhất Ban Chấp hành Trung ương Đoàn Thanh niên Cộng sản Hồ Chí Minh từ năm 1982 đến năm 1987, Chủ nhiệm Văn phòng Quốc hội và Hội đồng Nhà nước từ năm 1987 đến 1992, Chủ nhiệm Văn phòng Quốc hội từ năm 1992 đến năm 2002, Chủ nhiệm Ủy ban Đối ngoại của Quốc hội từ năm 2002 đến năm 2007, Ủy viên Ban Chấp hành Trung ương Đảng Cộng sản Việt Nam năm khóa (khóa 5 đến khóa 9) từ năm 1982 đến năm 2006, Ủy viên Ủy ban thường vụ Quốc hội các khóa 9, 10, 11, Uỷ viên Uỷ ban sửa đổi Hiến pháp 1992
- Thiếu tướng Đỗ Ngọc Cẩn Phó Tổng cục trưởng Tổng cục Chính trị Công An Nhân Dân. Ông là thành viên Hội đồng Quốc gia Giáo dục và Phát triển nhân lực nhiệm kỳ 2016- 2021, nguyên Phó Tổng cục trưởng Tổng cục Xây dựng lực lượng Công an nhân dân (2014-2018), nguyên Hiệu trưởng Trường Đại học Phòng cháy chữa cháy.
- Thiếu tướng Trần Văn Đạt nguyên Phó Chủ Nhiệm Ủy Ban Kiểm Tra Quân ủy Trung ương
- Thiếu Tướng Trần Văn Doanh Cục phó cục cảnh sát Ma Tuý - Bộ Công An
- Trung tướng Trần Thanh Huyền - Chính ủy Quân Chủng Hải Quân, là một sĩ quan cấp cao của Quân đội nhân dân Việt Nam, hàm Phó Đô đốc, nguyên Chính ủy Quân chủng Hải quân (2008–2012).
- Trung tướng Trần Đình Xuyên - Phó Tư lệnh Quân Chủng Hải Quân
- Thiếu tướng Trần Ngọc Quyến, quân chủng Phòng Không Không Quân
- Đức đệ nhất pháp chủ giáo hội phật giáo Việt Nam Hoà Thượng Thích Đức Nhuận.